# Club Voleibol Las Palmas
El Club Voleibol Las Palmas fue un equipo de voleibol de Las Palmas de Gran Canaria, España que compitió en la Superliga femenina de voleibol durante 10 años. Nació en 1976 con el patrocinio de Rusell Hall Las Palmas y durante las siguientes temporadas también lo patrocinaron Cantur, Cintra, Electrolux, Costa 7, Tirma, Sandra y Ciudad Las Palmas de Gran Canaria.  
En cuatro ocasiones consiguió el ascenso a la máxima división del voleibol femenino nacional: en la temporada 1977/1978 por primera vez y en las 1979/1980, 1981/1982 y 1999/2000. Con ese historial es uno de los equipos decanos del voleibol en España. Fue en la temporada 2002/2003 cuando alcanzó su mayor éxito al conseguir el título liguero y llegar hasta el subcampeonato en la Copa CEV.

## Palmarés
- 1 Superliga femenina de voleibol (España) 2003

| #                                                       | Nombre          | F. Nacimiento            | Estatura | Origen         | Co | Re | Ce | Op | Li |
| ------------------------------------------------------- | --------------- | ------------------------ | -------- | -------------- | -- | -- | -- | -- | -- |
| 1                                                       | Allison Daley   | 16 de diciembre de 1986  | 1,83 m   | Estados Unidos |    | x  |    |    |    |
| 2                                                       | Belinda Sánchez | 10 de septiembre de 1990 | 1,81 m   | Cuba           |    | x  |    |    |    |
| 3                                                       | Sandra Rojas    | 7 de julio de 1984       | 1,60 m   | España         |    |    |    |    | x  |
| 4                                                       | Marisa Field    | 10 de julio de 1987      | 1,89 m   | Canadá         |    |    | x  |    |    |
| 5                                                       | Brittney Page   | 4 de febrero de 1984     | 1,86 m   | Canadá         |    |    |    | x  |    |
| 6                                                       | Saray Marrero   | 13 de abril de 1990      | 1,69 m   | España         |    | x  |    |    |    |
| 7                                                       | Aisha Correa    | 1 de junio de 1986       | 1,86 m   | España         |    | x  |    |    |    |
| 8                                                       | Íngrid Díaz     | 16 de agosto de 1987     | 1,65 m   | España         |    | x  |    |    |    |
| 9                                                       | Enia Martínez   | 18 de diciembre de 1971  | 1,85 m   | Cuba           |    |    |    | x  |    |
| 10                                                      | Benavia Jenkins | 2 de octubre de 1980     | 1,84 m   | Estados Unidos |    |    | x  |    |    |
| 12                                                      | Sara Hernández  | 12 de septiembre de 1986 | 1,75 m   | España         | x  |    |    |    |    |
| 18                                                      | Jéssica Galván  | 17 de octubre de 1980    | 1,72 m   | España         | x  |    |    |    |    |
| Entrenador: Borja Rodríguez Asistente: Aníbal Rodríguez |                 |                          |          |                |    |    |    |    |    |
| 11.º Superliga 2010 (descenso a Superliga 2)            |                 |                          |          |                |    |    |    |    |    |

| #                                                             | Nombre           | F. Nacimiento            | Estatura | Origen          | Co | Re | Ce | Op | Li |
| ------------------------------------------------------------- | ---------------- | ------------------------ | -------- | --------------- | -- | -- | -- | -- | -- |
| 3                                                             | Sabrina Duarte   | 24 de abril de 1979      | 1,89 m   | Brasil          |    |    | x  |    |    |
| 4                                                             | Aleoscar Blanco  | 18 de julio de 1987      | 1,89 m   | Venezuela       |    |    | x  |    |    |
| 5                                                             | Jana Simankova   | 4 de junio de 1980       | 1,79 m   | República Checa | x  |    |    |    |    |
| 7                                                             | Tamara Delgado   | 14 de septiembre de 1991 | 1,88 m   | España          |    |    | x  |    |    |
| 8                                                             | Regla Bell       | 16 de julio de 1970      | 1,80 m   | Cuba            |    | x  |    |    |    |
| 9                                                             | Saray Marrero    | 13 de abril de 1990      | 1,69 m   | España          |    | x  |    |    |    |
| 10                                                            | Ivana Popovic    | 13 de enero de 1983      | 1,84 m   | Serbia          |    |    |    | x  |    |
| 12                                                            | Íngrid Díaz      | 16 de agosto de 1987     | 1,65 m   | España          |    | x  |    |    |    |
| 14                                                            | Magaly Carvajal  | 18 de diciembre de 1968  | 1,91 m   | Cuba            |    |    | x  |    |    |
| 15                                                            | Rebeca Serrano   | 16 de enero de 1979      | 1,85 m   | España          |    | x  |    |    |    |
| 18                                                            | Esther Rodríguez | 2 de febrero de 1982     | 1,76 m   | España          |    |    |    |    | x  |
|                                                               | Marta Santos     | 9 de noviembre de 1988   | 1,80 m   | España          | x  |    |    |    |    |
| Bajas:                                                        |                  |                          |          |                 |    |    |    |    |    |
| 6                                                             | Vendula Adlerova | 24 de abril de 1984      | 1,93 m   | República Checa |    | x  |    |    |    |
| Entrenador: Sergio Miguel Camarero Asistente: Borja Rodríguez |                  |                          |          |                 |    |    |    |    |    |
| 7.º Superliga 2009 Semifinalista de la Copa de la Reina       |                  |                          |          |                 |    |    |    |    |    |

| #                                                             | Nombre                   | F. Nacimiento            | Estatura | Origen    | Co | Re | Ce | Op | Li |
| ------------------------------------------------------------- | ------------------------ | ------------------------ | -------- | --------- | -- | -- | -- | -- | -- |
| 1                                                             | Patricia de Paula        | 26 de septiembre de 1973 | 1,80 m   | Brasil    |    |    | x  |    |    |
| 4                                                             | Tatiana Vieira Rodrigues | 21 de enero de 1973      | 1,89 m   | Brasil    |    |    | x  |    |    |
| 5                                                             | Patricia Aranda          | 26 de junio de 1979      | 1,81 m   | España    | x  |    |    |    |    |
| 7                                                             | Tamara Delgado           | 14 de septiembre de 1991 | 1,88 m   | España    |    |    | x  |    |    |
| 8                                                             | Milagros Moy             | 17 de octubre de 1975    | 1,80 m   | Perú      |    | x  |    |    |    |
| 9                                                             | Regla Bell               | 16 de julio de 1970      | 1,80 m   | Cuba      |    | x  |    |    |    |
| 10                                                            | Leyla Chihuan            | 4 de septiembre de 1975  | 1,83 m   | Perú      |    |    | x  |    |    |
| 12                                                            | Oksana Zaporozhets       | 8 de marzo de 1971       | 1,82 m   | Ucrania   | x  |    |    |    |    |
| 13                                                            | Lorena Weber             | 28 de junio de 1983      | 1,84 m   | España    |    | x  |    |    |    |
| 14                                                            | Íngrid Díaz              | 16 de agosto de 1987     | 1,65 m   | España    |    | x  |    |    |    |
| 15                                                            | Magaly Carvajal          | 18 de diciembre de 1968  | 1,91 m   | Cuba      |    |    | x  |    |    |
| Bajas:                                                        |                          |                          |          |           |    |    |    |    |    |
| 1                                                             | Noemí Moreno             | 13 de febrero de 1980    | 1,87 m   | España    |    |    | x  | x  |    |
| 18                                                            | Yaseidy Castañeda        | 20 de septiembre de 1981 | 1,95 m   | Venezuela |    |    | x  |    |    |
| Entrenador: Sergio Miguel Camarero Asistente: Borja Rodríguez |                          |                          |          |           |    |    |    |    |    |
| 7.º Superliga 2008 Fase final de la Copa de la Reina          |                          |                          |          |           |    |    |    |    |    |

| #                                                            | Nombre             | F. Nacimiento            | Estatura | Origen         | Co | Re | Ce | Op | Li |
| ------------------------------------------------------------ | ------------------ | ------------------------ | -------- | -------------- | -- | -- | -- | -- | -- |
| 1                                                            | Patricia de Paula  | 26 de septiembre de 1973 | 1,80 m   | Brasil         |    |    | x  |    |    |
| 2                                                            | Estel San Luis     | 27 de enero de 1984      | 1,74 m   | España         | x  |    |    |    |    |
| 3                                                            | Marisa Fernández   | 6 de septiembre de 1982  | 1,94 m   | España         |    |    | x  |    |    |
| 4                                                            | Daniela Mapeli     | 10 de octubre de 1975    | 1,90 m   | Brasil         |    |    | x  |    |    |
| 5                                                            | Luminiţa Trombiţaş | 5 de julio de 1971       | 1,82 m   | Rumania        | x  |    |    |    |    |
| 6                                                            | Devon Forster      | 30 de julio de 1983      | 1,85 m   | Estados Unidos |    | x  |    |    |    |
| 7                                                            | Tamara Delgado     | 14 de septiembre de 1991 | 1,88 m   | España         |    |    | x  |    |    |
| 8                                                            | Milagros Moy       | 17 de octubre de 1975    | 1,80 m   | Perú           |    | x  |    |    |    |
| 11                                                           | Noemí Moreno       | 13 de febrero de 1980    | 1,87 m   | España         |    |    | x  | x  |    |
| 12                                                           | Rosangela Correia  | 24 de julio de 1972      | 1,88 m   | Brasil         |    |    |    | x  |    |
| Entrenador: Sergio Miguel Camarero Asistente: Pablo Carballo |                    |                          |          |                |    |    |    |    |    |
| 5.º Superliga 2007 Fase final de la Copa de la Reina         |                    |                          |          |                |    |    |    |    |    |

| #                                                               | Nombre             | F. Nacimiento            | Estatura | Origen               | Co | Re | Ce | Op | Li |
| --------------------------------------------------------------- | ------------------ | ------------------------ | -------- | -------------------- | -- | -- | -- | -- | -- |
| 1                                                               | Dacil Marrero      | 10 de agosto de 1988     | 1,81 m   | España               |    | x  |    |    |    |
| 2                                                               | Estel San Luis     | 27 de enero de 1984      | 1,74 m   | España               | x  |    |    |    |    |
| 3                                                               | Marisa Fernández   | 6 de septiembre de 1982  | 1,94 m   | España               |    |    | x  |    |    |
| 5                                                               | Luminiţa Trombiţaş | 5 de julio de 1971       | 1,82 m   | Rumania              | x  |    |    |    |    |
| 6                                                               | Miriam Carrillo    | 14 de noviembre de 1979  | 1,72 m   | España               |    |    |    |    | x  |
| 7                                                               | Luciana Marqués    | 1 de enero de 1975       | 1,84 m   | Brasil               |    | x  |    |    |    |
| 8                                                               | Yudelkys Bautista  | 5 de diciembre de 1974   | 1,93 m   | República Dominicana |    |    | x  |    |    |
| 9                                                               | Elena Butnaru      | 27 de abril de 1975      | 1,87 m   | Rumania              |    |    | x  |    |    |
| 11                                                              | Magaly Carvajal    | 18 de diciembre de 1968  | 1,91 m   | Cuba                 |    |    | x  |    |    |
| 12                                                              | Rosangela Correia  | 24 de julio de 1972      | 1,88 m   | Brasil               |    |    |    | x  |    |
| 13                                                              | Íngrid Díaz        | 16 de agosto de 1987     | 1,65 m   | España               |    | x  |    |    |    |
| 15                                                              | Cosiri Rodríguez   | 30 de agosto de 1977     | 1,91 m   | República Dominicana |    |    |    | x  |    |
| 16                                                              | Stacy Sykora       | 24 de junio de 1977      | 1,76 m   | Estados Unidos       |    |    |    |    | x  |
| 17                                                              | Rebeca Kruse       | 13 de septiembre de 1983 | 1,82 m   | España               |    |    | x  |    |    |
| Entrenador: Sergio Miguel Camarero Asistente: Pablo Carballo    |                    |                          |          |                      |    |    |    |    |    |
| 2.º Superliga 2006 2.º Copa de la Reina 2006 2.º Supercopa 2005 |                    |                          |          |                      |    |    |    |    |    |